# 馬里鶓鷯鶯
馬里鶓鷯鶯（學名：Stipiturus mallee）是澳洲特有的一種鶓鷯鶯屬鳥類。它們棲息在溫帶的草原，但卻因失去棲息地而受到威脅。

## 分類
馬里鶓鷯鶯是三種鶓鷯鶯屬之一。它們最初是於1908年由Archibald James Campbell所描述，並被認為是另外兩個物種的亞種。其下並沒有亞種。它們稱為「鶓」是因其尾羽很像鴯鶓。

## 特徵
成年雄性的馬里鶓鷯鶯上身呈橄欖褐色，有深色的斑紋，冠呈淡紅色，雙翼呈灰褐色。喉嚨、上胸、眼端及耳朵呈天藍色。眼端及耳朵都有黑色斑紋，眼下有白色斑紋。尾羽很長，但不及其他鶓鷯鶯屬般長，共有6條羽毛，中央兩條比兩側的長。下身呈淡褐色。喙是黑色的，腳及眼睛都是褐色。雌鳥外觀像雄鳥，但沒有藍色的羽毛，冠也較為淡色，眼端白色，喙呈深褐色。它們每年在繁殖後都會換羽。

## 分佈及棲息地
馬里鶓鷯鶯只分佈在維多利亞州西北部及南澳洲州東南部的開放尤加利樹森林。

## 行為
馬里鶓鷯鶯很林中很難辨認。它們主要是吃昆蟲，但也會吃種子。

## 繁殖
有關馬里鶓鷯鶯的繁殖所知不多，但紀錄是於9月至11月間進行。鳥巢呈圓拱狀，以草來築成，築在三齒稃叢中。每次會生2-3隻蛋，蛋呈卵狀及白色，約有13.5-16 x 10-12毫米的大小。

## 保育狀況
馬里鶓鷯鶯以往被國際自然保護聯盟列為易危。近年的研究發現它們的數量急速下降。於2008年正式被列為瀕危物種。

## 外部連結
- BirdLife Species Factsheet. （页面存档备份，存于）
- Photo